# 法哈德
36°06′48″N 58°44′29″W / 36.11333°N 58.74139°W

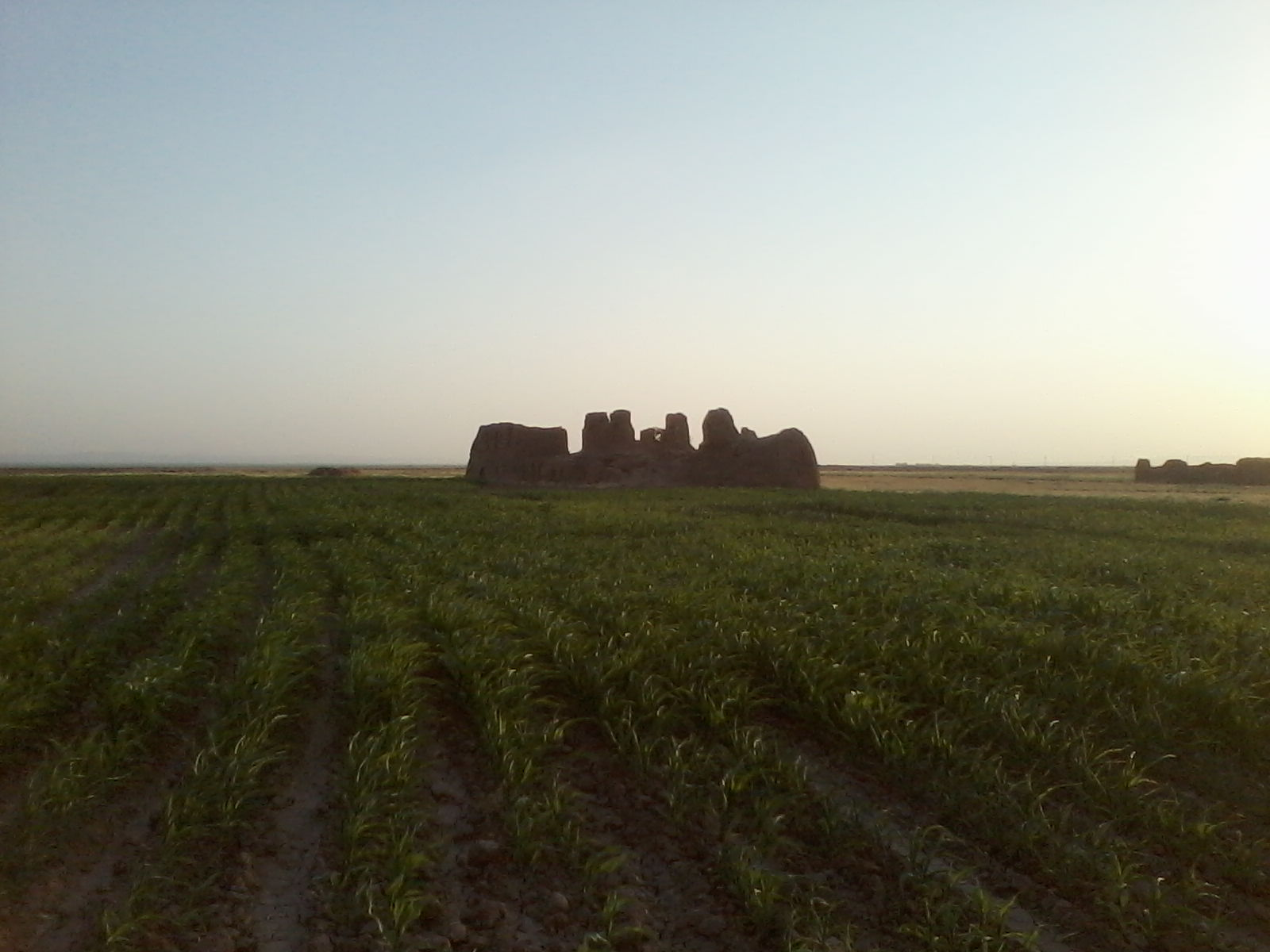
法哈德

法哈德 (波斯语：فرهاد）在內沙布爾，礼萨呼羅珊省，伊朗的一个村庄。
1954年，村里有132居民。在2006年的人口普查是无人居住。